# Lorenz von Numers
Lorenz Torbjörn Gustaf Gunnar von Numers, född 25 januari 1913 i Åbo, död 19 juli 1994 i Angers i Frankrike, var en finlandssvensk journalist, översättare och författare.

## Biografi
von Numers var journalist i finländska och svenska tidningar, bland annat Svenska Dagbladet. Från 1959 var han bosatt i Frankrike. Han är som författare mest uppskattad för sina frodiga historiska romaner, som till exempel Snäckans bröder (1946) om den franske medeltidspoeten François Villon, och har även gjort sig känd som reseskildrare.
Som översättare har han bland annat översatt André Gide, Henri Alain-Fournier, Marcel Aymé, Jean Froissart och Joseph Bédiers Tristan och Isolde.

## Priser och utmärkelser
- 1964 – Elsa Thulins översättarpris
- 1982 – Tollanderska priset